# Ловнидол
Ловнидол е село в Северна България. То се намира в община Севлиево, област Габрово.

## География
Село Ловнидол се намира на около 15 km север-северозападно от центъра на град Габрово, 12 km изток-югоизточно от град Севлиево и 19 km западно от град Дряново. Разположено е в средната част на Предбалкана, южно от Севлиевските височини. Климатът е умереноконтинентален, почвите в землището са преобладаващо еродирани светлосиви. Надморската височина в центъра на селото при сградата на кметството е около 413 m, на север и североизток нараства до около 480 – 490 m, а на югоизток намалява до около 390 m. Плитък зашумен дол минава през селото и центъра му в направление северозапад – югоизток, а няколко по-дълбоки дола има на север от него откъм село Идилево, както и на изток.
Селото има пътна връзка с минаващия близо на юг от него третокласен републикански път III-4041, водещ на запад до Севлиево, а на изток през селата Янтра, Скалско и Геша – до Дряново.
В землището на Ловнидол има два микроязовира.

## История
В района на Ловнидол в местността „Дончова кория" има тракийска надгробна могила от ранножелязната епоха. Сведения за Ловнидол под името Ломиндол, Лоиндол и Ломендол има в османотурски документи от 1430 г., 1618 г. и 1638 г. В списъка на населените места по преброяването на 1 януари 1881 г. селото е записано с името „Ловни-Дол“, по преброяването на 1 декември 1934 г. – „Ловни-дол (Чифлик)“, към 15 януари 1960 г. – „Ловни дол (Чифлик)“ и към 1 ноември 1973 г. – „Ловнидол“.

### Османски период
Името на селото присъства в османотурски данъчни регистри от първата половина на 16 век до към средата на 17 век като дервентджийско село, принадлежащо към дервентджийската система на Османската империя за охраняване на проходите и опасните участъци от важните пътища. Сигурността на близкия Шипченски проход е наложила още през 15 век да бъдат дадени специални права на раята от съседното Габрово. Проходът е важна съобщителна артерия от Никопол, главния град на санджака, към Търново и на юг от Балкана, а също така и в посока към Ловеч и София. Тези две важни направления определят и селищата, които да се натоварят с дервентджийски функции през целия период от 16 до началото на 19 век. Срещу задълженията си по охрана и поддържане на участъци от пътищата, дервентджиите ползват от началото на 16 век известни данъчни облекчения – които обаче намаляват към края на века и през следващия век, а и хората търпят притеснения при преминаването по пътищата на османски големци. Според предания, конфликт при такова преминаване става причина село Ловнидол да бъде опожарено от османците и населението да го напусне и да се разпръсне, като по-късно поставя началото на ново селище. Споменът за дервентджиите от Ловнидол се запазва в името на местността Харбалии, разположена там, където са живели те и е било старото село. Наричани са „харбалии“ по въоръжението им – късото дебело копие, известно с името „харба“.
Голяма част от напусналото население се премества на запад и се заселва около чифлика на бей-аянин, от двете страни на обрасъл с гори дол. Първоначално новото селище получава наименованието Чифлик, а по-късното си име Ловни дол вероятно дължи на дола, по протежение на който е разположено. С името Ловни дол селото е записано в летописните книги на Батошевския манастир (1839 г.) и на местната църква.
През 15 и 16 век в селото се практикува соколарството. Най-ранният документ, който свидетелства за това, е регистър от 1477 г. за соколарите (доганджиите) от Румелия, в който за наличните къщи със соколари е записано: „Село Ломни дол (днес Ловнидол), спадащо към Търнова: къщи неверници – 4.“

### Църква
Първата църква в Ловнидол, за която има точни данни, е построена през 1839 г. Според преданието, старата църква е построена на мястото на някой си дядо Костадин. Сградата е ниска, вкопана в земята, но доста обширна по размери, с дебели каменни зидове и малки решетъчни прозорци. Колони разделят вътрешното пространство на два кораба. Църквата има два входа – южен и западен, като през западния се влиза чрез няколко стъпала. Отвън църквата е боядисана с черна боя, а вътре цялата е изографисана. Иконите ѝ са с дата 1840 г. При църквата е имало килийно училище. Учителствали са монах Зотик от Преображенския манастир, член на Велчовата завера от Търново, и отец Матей Миткалото. Старата църква е съборена през 1938 г. – понеже сградата е вече опасна, и на нейно място през същата година е построена нова църква, получила името „Св. св. Константин и Елена“. Всички икони са нарисувани от иконописеца – руснак от грузински произход, Арчил Кикодзе. Поставен е иконостасът от старата църква. През 1961 г. килийното училище е реставрирано, за да се организира музей от местно значение.

### Училище
След откритото през – вероятно, 1825 г. килийно училище, в Ловнидол се открива през 1862 г. светско начално училище. Помещава се в специално построена за целта през същата година паянтова сграда. Нова училищна сграда е построена през 1909 г. В началото сградата е използвана само за начално училище. Прогимназията е открита през 1915/1916 учебна година с I прогимназиален клас. През 1916/1917 и 1917/1918 учебни години се откриват съответно II и III прогимназиални класове, с което прогимназията става пълна – от три класа, като училището се превръща в пълно основно училище – Народно основно училище „Кирил и Методий“. С увеличаването на курса в основните училища в България от 7 на 8 години, от 15 септември 1960 г. в училището се открива и VIII клас. От същата дата се открива и общежитие към училището със 7 ученика. Със закриването на началното училище в село Търхово, училището в Ловнидол приема да се учат и учениците от Търхово, а в прогимназиалния курс идват да се учат ученици и от съседното село Янтра и – частично, от селата Идилево и Кози рог. С течение на годините миграцията към градовете нараства и в Ловнидол намаляват значително населението и броят на учениците. Общинският съвет – Севлиево предлага и Министерството на образованието и науката закрива училището, считано от 1 август 1997 г.

### Читалище
Читалището в село Ловнидол е основано през януари 1897 г. под името „Учител“. През 1908 г. е преименувано на „Зора“. През втората половина на 20 век в него се създават и работят танцов състав, битова и лекторска групи, театрален състав, женски хор и други. Библиотеката увеличава книжния си фонд на над 9000 тома. На 2 юни 1965 г. се открива новият читалищен дом.

### Потребителна кооперация
През януари 1908 г. се основава Земеделско спестовно заемно дружество „Съгласие“ – село Ловнидол за влогонабиране, кредитиране на членовете със заеми и за общи доставки. През 1921 г. дружеството се преименува на Кредитна кооперация ”Съгласие“ – село Ловнидол със същата стопанска дейност. През март 1948 г. кредитната кооперация се преименува на Всестранна кооперация „Съгласие“ – село Ловнидол със стопанска дейност: търговия със стоки за потребление, обществено хранене, изкупуване на селскостопански произведения, производства от местно значение и представителство на БНБ за влогонабирането. През юни 1952 г. всестранната кооперация се преименува на Селкооп ”Съгласие“ със същата стопанска дейност, през февруари 1958 г. селкоопът се преименува на Потребителна кооперация (Потребкооп) „Съгласие“ – село Ловнидол. През 1969 г. кооперацията строи административна и търговска сграда. През 1980 г. е взето решение да бъдат ликвидирани потребителните кооперации и да се създадат селищни кооперативни съвети без юридическа самостоятелност, като съветът в Ловнидол да бъде към Районната потребителна кооперация „Наркооп“ – Севлиево.

### Земеделско стопанство
През декември 1948 г. при Всестранната кооперация „Съгласие“ – село Ловнидол, се основава като отдел на кооперацията Трудово кооперативно земеделско стопанство при Всестранна кооперация „Съгласие“ – село Ловнидол. Дейността на отдела включва полевъдство, растениевъдство, зеленчукопроизводство, овощарство, животновъдство, птицевъдство, пчеларство и други, а също и разкриване на спомагателни странични предприятия за подпомагане на основната му дейност и услуги на населението. През 1950 г. ТКЗС – село Ловнидол престава да бъде отдел на всестранната кооперация и се обособява в отделно юридическо лице със същата дейност, а от февруари 1951 г. носи името Трудово кооперативно земеделско стопанство „Бойчин“ – село Ловнидол. През януари 1959 г. ТКЗС „Бойчин“ – село Ловнидол, ТКЗС – село Търхово и ТКЗС – село Буря се обединяват под името Обединено трудово кооперативно земеделско стопанство (ОТКЗС) „Бойчин“ – село Ловнидол. През май 1965 г. Обединените трудово кооперативни земеделски стопанства в селата Ловнидол, Кози рог и Янтра се сливат и образуват – считано от 1 юни 1965 г., Държавно земеделско стопанство със седалище село Ловнидол. През следващите години стопанството в Ловнидол е обект на още няколко промени в организацията и на наименованието, а през февруари 1990 г. се преименува отново на Трудово кооперативно земеделско стопанство (ТКЗС) – село Ловнидол. През 1993 г. Габровският окръжен съд вписва в кооперативния регистър прекратяването и обявяването в ликвидация на ТКЗС – село Ловнидол. През 1995 г. по разпоредби в ЗСПЗЗ дейността на ликвидационните съвети е прекратена и стопанството е заличено в регистъра на окръжния съд.

### Пчеларско дружество
Пчеларско дружество „Ранна пролет“ – село Ловнидол е учредено през 1928 г. Целта на дружеството е да популяризира отглеждането на пчелни семейства, което е доходен стопански отрасъл. С увеличаване броя на пчелните семейства не само се получава по-голяма продукция на пчелен мед и восък, но се подобрява и правилното опрашване на земеделските култури. Организирането на пчеларите в дружества и съюзи е от полза за тях, тъй като ги улеснява при снабдяването с пити, сандъци, безакцизна захар за подхранване късно през есента и рано през пролетта, специализирана литература и други. Улеснява се също изнасянето на беседи от специалисти, обменя се опит, намира се пазар на производството и други.

### Здравен пункт
През ноември 1922 г. започва да функционира Ловнидолският санитарен участък с новоназначен фелдшер. Санитарният участък има район селата Ловнидол, Малкочево, Идилево и Търхово с население общо около 5660 жители, като обслужва в здравно отношение населението, преглежда и оказва медицинска помощ на болните, извършва хигиенен преглед на заведенията и се грижи за хигиенизирането и озеленяването на селата от този район. Ловнидолският санитарен участък е поделение на Сухиндолската санитарна околия, като Сухиндолският околийски лекар напътства, ръководи и контролира участъковия фелдшер в село Ловнидол. Към кабинета на фелдшера има аптека. От 1 април 1930 г. ръководството и контрола на Ловнидолския санитарен участък се прехвърля от Сухиндолския към Севлиевския околийски лекар.
След 9 септември 1944 г. санитарният участък се преименува на Селски здравен пункт село Ловнидол. От април 1959 г. Селският здравен пункт се разширява и става Общинска здравна служба село Ловнидол. От 1953 г. до края на 1967 г. към здравната служба има и родилен дом. От април 1968 г. Общинската здравна служба се преименува на Селски здравен участък село Ловнидол, а от 1 януари 1975 г. последният става Фелдшерски здравен пункт село Ловнидол и обслужва само жителите на село Ловнидол. През 1946 г. е започнат строежът по стопански начин на здравен дом, който през 1948 г. е окончателно завършен и започва да функционира. До 31 март 1968 г. Общинската здравна служба е била в пряко подчинение на отдела „Народно здраве“ при Окръжния народен съвет – Габрово, а от 1 април 1968 г. участъкът и пунктът са в подчинение на Районната болница – Севлиево, която ги напътства, ръководи и контролира. Към здравния пункт функционира зъболекарски кабинет.

## Население
Населението на село Ловнидол наброява 2191 души при преброяването към 1934 г. и 1832 към 1956 г., намалява до 601 към 1992 г., 468 към 2001 г. и 236 души (по текущата демографска статистика за населението) към 2019 г.
При преброяването на населението към 1 февруари 2011 г., от обща численост 318 лица, за 257 лица е посочена принадлежност към „българска“ етническа група, за 4 – към други, за 54 не е даден отговор и за останалите не са посочени данни в източника.
Преброяване на населението през 2011 г.
Численост и дял на етническите групи според преброяването на населението през 2011 г.:
|                     | Численост | Дял (в %) |
| Общо                | 318       | 100,00    |
| Българи             | 257       | 80,81     |
| Турци               | 0         | 0,00      |
| Цигани              | 0         | 0,00      |
| Други               | 4         | 1,25      |
| Не се самоопределят | 0         | 0,00      |
| Неотговорили        | 54        | 16,98     |

## Обществени институции
Село Ловнидол към 2020 г. е център на кметство Ловнидол.
В село Ловнидол към 2020 г. има:
- действащо читалище „Зора – 1908“;[28][29]
- православна църква „Свети равноапостоли Константин и Елена“;[30][31][32]
- пощенска станция.[33]

## Животински видове
В землището на село Ловнидол има много дивеч – сърни, лисици, глигани, зайци, чакали.

## Личности
- Георги Николов Гализов (1909 – 1998) – заслужил учител, роден и живял в Ловнидол, преподавал по история в селското основно училище „Кирил и Методий“, дългогодишен негов директор.